# Saron (Zuid-Afrika)
Saron is een dorp in de Zuid-Afrikaanse provincie West-Kaap. Saron behoort tot de gemeente Drakenstein dat onderdeel van het district Kaapse Wynland is. In 1848 kocht Johannes Heinrich Kulpmann van een zendingsgenootschap een boerderij genaamd Leeuwenklip. Kulpmanm richtte er een missiepost ten behoeve van bevrijde slaven en inheemse bewoners in het gebied. De missiepost heette Saron, wat van bijbelse oorsprong is en 'vlakte' betekent. In 1852 werd er op de plek van de missiepost een kerk gebouwd. De boerderij werd de pastorie en de aanwezige wijnkelder werd tijdelijk als school gebruikt totdat in 1877 een nieuw gebouw werd voltooid. 
De missie bood inwoners van het gebied onderwijs en gezondheidsdiensten. De bevolking van Saron nam in de 20e eeuw gestaag toe en de plaats werd in 1929 officieel uitgeroepen tot stad. In 1945 nam de Nederlands Hervormde Kerk de controle over de missiepost over. In 1950 werd de kerk gedwongen de controle over Saron op te geven. Sinds dat moment wordt de stad bestuurd door seculiere autoriteiten. 
Nabij Saron liggen twee Unesco werelderfgoed locaties. De dichtstbijzinde is de Kaapse bloemenregio, een beschermd natuurgebied 93 kilometer ten zuidwesten van Saron.